# ジュニオール・ゲラ
- フニオール・ゲラ
- ジュニア・ゲラ

ジュニオール・ホセ・ゲラ・マウレラ（Junior José Guerra Maurera、1985年1月16日 - ）は、ベネズエラのボリバル州シウダーグアヤナ出身のプロ野球選手（投手）。右投右打。
姓は、グエラと表記される事もある。

## 経歴

### プロ入りとブレーブス傘下時代
2001年にアマチュア・フリーエージェントでアトランタ・ブレーブスと契約を結び、捕手としてプロ入り。
2006年に投手に転向し、同年は傘下のルーキー級ガルフ・コーストリーグ・ブレーブス、アパラチアンリーグのルーキー級ダンビル・ブレーブス、A級ローム・ブレーブスでプレーした。3球団合計で18試合に登板して0勝2敗、防御率6.59、18奪三振を記録した。同年限りで退団した。

### メッツ傘下時代
2008年は、ニューヨーク・メッツとマイナー契約を結んだ。
同年は、傘下のアパラチアンリーグのルーキー級キングスポート・メッツ、A-級ブルックリン・サイクロンズ、A級サバンナ・サンドナッツ、A+級セントルーシー・メッツでプレーした。4球団合計で18試合に登板して1勝1敗2セーブ、防御率2.12、41奪三振を記録した。同年限りで退団となる。
オフには、ハワイ・ウィンターリーグのホノルル・シャークスへ派遣された。ここでは、14試合に登板して1勝1敗、防御率9.18、10奪三振を記録した。
ハワイでの活動終了後に、母国ベネズエラのウィンターリーグであるリーガ・ベネソラーナ・デ・ベイスボル・プロフェシオナルのティブロネス・デ・ラ・グアイラでプレーした。ここでは、4試合に登板して防御率15.75、2奪三振を記録した。

### スペイン球界時代
2009年は、スペインの野球リーグであるディビシオン・デ・オナーのC.B.S.サン・ボイと契約を結んだ。
オフには、前年同様にグアイラでプレーした。ここでは、17試合に登板して1勝2敗、防御率3.46、26奪三振を記録した。
2010年も、サン・ボイでプレーした。同年限りで、退団した。
オフには、前年同様に2年連続でグアイラでプレーした。。ここでは、7試合に登板して1勝1敗、防御率5.73、6奪三振を記録した。

### ウィングナッツ時代
2011年は、独立リーグであるアメリカン・アソシエーションのウィチタ・ウィングナッツと契約を結んだ。
同年は、20試合に先発登板して9勝3敗、防御率3.75、103奪三振を記録した。同年限りで退団した。
オフには、前年同様に3年連続でグアイラでプレーした。ここでは、14試合（先発1試合）登板して防御率6.23、21奪三振を記録した。

### メキシカンリーグ時代
2012年は、メキシカンリーグのユカタン・ライオンズと契約を結んだ。
同年は、5試合に先発登板して1勝3敗、防御率5.46、20奪三振を記録した。同年限りで退団した。
オフには、前年同様に4年連続でグアイラでプレーした。ここでは、15試合（先発4試合）登板して0勝1敗、防御率5.54、21奪三振を記録した。

### ウィグナッツ復帰
2013年は、独立リーグであるアメリカン・アソシエーションの古巣・ウィチタ・ウィングナッツと契約を結び2年振りにウィングナッツに復帰した。
同年は、21試合（先発19試合）に登板して9勝4敗、防御率3.30、126奪三振を記録した。同年限りで退団した。
オフには、前年同様に5年連続でグアイラでプレーした。ここでは、10試合（先発2試合）に登板して1勝2敗、防御率5.59、15奪三振を記録した。

### サンマリノ時代
2014年は、イタリアンベースボールリーグのT&Aサンマリノと契約を結んだ。同年限りで、退団した。
オフに、前年同様に6年連続でグアイラでプレーした。ここでは、15試合に先発登板して6勝4敗、防御率3.46、82奪三振を記録した。

### ホワイトソックス時代
2015年は、シカゴ・ホワイトソックスとマイナー契約を結んだ。
同年は、開幕をマイナーで迎えた。6月7日にダン・ジェニングスの故障者リスト入りに伴ってメジャー契約を結んでアクティブ・ロースター入りした。6月12日のタンパベイ・レイズ戦でメジャーデビューを果たし、史上18,516人目のメジャーリーガーとなった。この年メジャーでは3試合に投げ、防御率6.75という成績だった。

### ブルワーズ時代
2015年10月7日にウェイバー公示を経てミルウォーキー・ブルワーズへ移籍した。
2016年は先発陣の一角として、20試合に先発登板。9勝3敗、防御率2.81、WHIP1.13という好成績を残し、起用の期待に見事に応えた。
2017年は開幕投手を務めたが、21試合登板（うち先発は14試合）で1勝4敗、防御率5.12、WHIP1.48と期待に応えられなかった。
2018年はオフに2018日米野球のMLB選抜に選出された。
2019年オフの12月2日にノンテンダーFAとなった。

### ダイヤモンドバックス時代
2019年12月9日にアリゾナ・ダイヤモンドバックスと単年255万ドルの契約を結んだ。
2020年オフの10月28日に球団が延長オプションの放棄を発表したため、FAとなった。

### エンゼルス時代
2021年2月2日にロサンゼルス・エンゼルスとマイナー契約を結び、スプリングトレーニングに招待選手として参加することになった。3月16日にメジャー契約を結んで40人枠入りした。シーズンでは41試合登板（先発1試合）で5勝2敗、防御率6.06、61奪三振を記録した。オフの11月16日にノア・シンダーガードの加入に伴ってDFAとなり、19日に自由契約となった。

### メキシカンリーグ復帰
2022年3月18日にメキシカンリーグのドスラレドス・オウルズと契約した。

## 詳細情報

### 年度別投手成績
| 年 度    | 球 団    | 登 板 | 先 発 | 完 投 | 完 封 | 無 四 球 | 勝 利 | 敗 戦 | セ 丨 ブ | ホ 丨 ル ド | 勝 率 | 打 者 | 投 球 回 | 被 安 打 | 被 本 塁 打 | 与 四 球 | 敬 遠 | 与 死 球 | 奪 三 振 | 暴 投 | ボ 丨 ク | 失 点 | 自 責 点 | 防 御 率 | W H I P |
| -------- | -------- | ----- | ----- | ----- | ----- | -------- | ----- | ----- | -------- | ----------- | ----- | ----- | -------- | -------- | ----------- | -------- | ----- | -------- | -------- | ----- | -------- | ----- | -------- | -------- | ------- |
| 2015     | CWS      | 3     | 0     | 0     | 0     | 0        | 0     | 0     | 0        | 0           | ----  | 18    | 4.0      | 7        | 1           | 1        | 1     | 0        | 3        | 0     | 0        | 3     | 3        | 6.75     | 2.00    |
| 2016     | MIL      | 20    | 20    | 0     | 0     | 0        | 9     | 3     | 0        | 0           | .750  | 492   | 121.2    | 94       | 10          | 43       | 2     | 3        | 100      | 7     | 1        | 40    | 38       | 2.81     | 1.13    |
| 2017     | MIL      | 21    | 14    | 0     | 0     | 0        | 1     | 4     | 0        | 0           | .200  | 314   | 70.2     | 61       | 18          | 43       | 0     | 4        | 67       | 5     | 0        | 44    | 40       | 5.12     | 1.48    |
| 2018     | MIL      | 31    | 26    | 0     | 0     | 0        | 6     | 9     | 0        | 1           | .400  | 611   | 141.0    | 143      | 19          | 55       | 0     | 4        | 136      | 11    | 0        | 74    | 64       | 4.09     | 1.40    |
| 2019     | MIL      | 72    | 0     | 0     | 0     | 0        | 9     | 5     | 3        | 20          | .643  | 344   | 83.2     | 58       | 11          | 36       | 2     | 4        | 77       | 5     | 0        | 35    | 33       | 3.55     | 1.12    |
| 2020     | ARI      | 25    | 0     | 0     | 0     | 0        | 1     | 2     | 0        | 4           | .333  | 103   | 23.2     | 17       | 1           | 15       | 2     | 2        | 21       | 2     | 0        | 10    | 8        | 3.04     | 1.35    |
| 2021     | LAA      | 41    | 1     | 0     | 0     | 0        | 5     | 2     | 0        | 2           | .714  | 307   | 65.1     | 67       | 6           | 46       | 1     | 3        | 61       | 9     | 2        | 45    | 44       | 6.06     | 1.73    |
| MLB：7年 | MLB：7年 | 213   | 61    | 0     | 0     | 0        | 31    | 25    | 3        | 27          | .554  | 2189  | 509.2    | 447      | 66          | 239      | 8     | 20       | 465      | 40    | 3        | 251   | 230      | 4.06     | 1.35    |

- 2021年度シーズン終了時

### 年度別守備成績
| 年 度 | 球 団 | 投手（P） | 投手（P） | 投手（P） | 投手（P） | 投手（P） | 投手（P） |
| 年 度 | 球 団 | 試 合     | 刺 殺     | 補 殺     | 失 策     | 併 殺     | 守 備 率  |
| ----- | ----- | --------- | --------- | --------- | --------- | --------- | --------- |
| 2015  | CWS   | 3         | 1         | 2         | 0         | 1         | 1.000     |
| 2016  | MIL   | 20        | 10        | 11        | 2         | 1         | .913      |
| 2017  | MIL   | 21        | 4         | 6         | 2         | 1         | .833      |
| 2018  | MIL   | 31        | 12        | 10        | 1         | 2         | .957      |
| 2019  | MIL   | 72        | 5         | 7         | 0         | 0         | 1.000     |
| 2020  | ARI   | 25        | 2         | 3         | 1         | 0         | .833      |
| MLB   | MLB   | 172       | 34        | 39        | 6         | 5         | .924      |

- 2020年度シーズン終了時

### 背番号
- 63（2015年）
- 41（2016年 - ）